# Lyondell Chemical
Die Lyondell Chemical Company war ein US-amerikanischer Chemiekonzern mit Hauptsitz in Houston, Texas, der bis zur Übernahme durch die Basell bis Ende Dezember 2007 an der New York Stock Exchange gelistet war. Sie gehört nunmehr zur Lyondellbasell Industries N.V.

## Geschichte
Im Jahr 1985 ist Lyondell aus der Atlantic Richfield Company (ARCO) entstanden. Im Jahr 2005 konnte ein Umsatz von etwa 24 Mrd. US-$ (2005) erwirtschaftet werden.
Im Dezember 2007 wurde Lyondell von der niederländischen Chemiefirma Basell für 19 Mrd. $ übernommen.
Der Chemiekonzern LyondellBasell gehört mehrheitlich zur Access Industries Beteiligungsgesellschaft des russischstämmigen US-Milliardärs Len Blavatnik.
Aufgrund von Schulden von 26 Milliarden US-Dollar beantragte das Unternehmen Anfang Januar 2009 eine Insolvenz nach Chapter 11.

## Konzernstruktur
Unter dem Mantel von Lyondell firmieren ebenfalls die Unternehmen:
- Equistar
- Millennium Chemicals sowie die
- Houston Refining LP